# Wilfred Ndidi
 Onyinye Wilfred Ndidi (Lagos, 16 december 1996) is een Nigeriaans voetballer die doorgaans als verdedigende middenvelder speelt, maar ook uit de voeten kan als centrale verdediger. Hij verruilde Leicester City in augustus 2025 voor Beşiktaş. Ndidi debuteerde in 2015 in het Nigeriaans voetbalelftal.

## Carrière

### RC Genk
Ndidi kwam in Nigeria uit voor Nath Boys FC en is jeugdinternational. Na een proefperiode in januari 2014 werd hij in januari 2015 door Genk vastgelegd. Op 31 januari 2015 maakte hij zijn debuut in het eerste elftal van KRC Genk. Hij zou in zijn eerste seizoen bij Genk tot zes wedstrijden komen. Een seizoen later werd hij een vaste waarde op het middenveld samen met Alejandro Pozuelo. Zijn doelpunt tegen Club Brugge werd verkozen tot Doelpunt van het Jaar. Hij kwam tot 83 wedstrijden en zeven goals in ruim twee jaar in België.

### Leicester City
In de winter van 2016 verruilde hij KRC Genk voor de Engelse landskampioen Leicester City dat een bedrag rond de 20 miljoen euro voor hem neertelde. Op 7 januari maakte hij in de FA Cup tegen Everton zijn debuut voor de club. Een week later maakte hij tegen Chelsea ook zijn debuut in de Premier League. Op 22 februari maakte hij in de achtste finale tegen Sevilla zijn debuut in de Champions League. Leicester versloeg de Spanjaarden over twee wedstrijden, maar werd daarna in de kwartfinale uitgeschakeld door Atlético Madrid. Op 1 april scoorde Ndidi tegen Stoke City zijn eerste doelpunt voor Leicester. Hij speelde in het seizoen 2016/17 in totaal 5290 minuten (in 61 wedstrijden) en eindigde daarmee als tweede achter Antoine Griezmann.
Ook in zijn tweede seizoen was Ndidi onbetwist basisspeler, hij speelde 38 wedstrijden in alle competities. In zijn derde jaar bij Leicester miste hij geen enkele competitiewedstrijd. In het seizoen 2020/21 speelde Ndidi alle FA Cup-wedstrijden richting de finale. Deze werd met 1-0 gewonnen van Chelsea, waardoor Leicester deze voor het eerst in de clubgeschiedenis won. Ndidi speelde de hele wedstrijd mee. 
Op 7 augustus 2021 speelde hij ook de hele wedstrijd mee tijdens de strijd om de Community Shield, die met 1-0 gewonnen werd van Manchester City. Begin maart 2022 raakte Ndidi geblesseerd aan zijn knie, waardoor hij de rest van het seizoen moest missen, waaronder de halve finale van de Europa League, waarin AS Roma te sterk bleek. Aan het begin van het volgende seizoen was Ndidi weer hersteld, maar dat jaar degradeerde Leicester uit de Premier League. Het jaar erop werd Ndidi met Leicester kampioen van de EFL Championship en hij had daar met vier goals en vijf assists in 31 competitiewedstrijden een groot aandeel in.

### Beşiktaş
In augustus 2025 tekende hij een driejarig contract met het Turkse Beşiktaş.

## Clubstatistieken
| Seizoen | Club           | Land              | Competitie         | Competitie | Competitie | Beker | Beker | Europees | Europees | Totaal | Totaal |
| Seizoen | Club           | Land              | Competitie         | Wed.       | Dlp.       | Wed.  | Dlp.  | Wed.     | Dlp.     | Wed.   | Dlp.   |
| ------- | -------------- | ----------------- | ------------------ | ---------- | ---------- | ----- | ----- | -------- | -------- | ------ | ------ |
| 2014/15 | KRC Genk       | Vlag van België   | Jupiler Pro League | 6          | 0          | 0     | 0     | —        | —        | 6      | 0      |
| 2015/16 | KRC Genk       | Vlag van België   | Jupiler Pro League | 38         | 4          | 5     | 0     | —        | —        | 43     | 4      |
| 2016/17 | KRC Genk       | Vlag van België   | Jupiler Pro League | 19         | 0          | 3     | 1     | 12       | 2        | 34     | 3      |
| 2016/17 | Leicester City | Vlag van Engeland | Premier League     | 17         | 2          | 2     | 1     | 4        | 0        | 23     | 3      |
| 2017/18 | Leicester City | Vlag van Engeland | Premier League     | 33         | 0          | 5     | 1     | —        | —        | 38     | 1      |
| 2018/19 | Leicester City | Vlag van Engeland | Premier League     | 38         | 2          | 2     | 0     | —        | —        | 40     | 2      |
| 2019/20 | Leicester City | Vlag van Engeland | Premier League     | 32         | 2          | 7     | 0     | —        | —        | 39     | 2      |
| 2020/21 | Leicester City | Vlag van Engeland | Premier League     | 26         | 1          | 6     | 0     | 4        | 0        | 36     | 1      |
| 2021/22 | Leicester City | Vlag van Engeland | Premier League     | 19         | 0          | 4     | 0     | 8        | 2        | 31     | 2      |
| 2022/23 | Leicester City | Vlag van Engeland | Premier League     | 27         | 0          | 3     | 0     | —        | —        | 30     | 0      |
| 2023/24 | Leicester City | Vlag van Engeland | Championship       | 32         | 4          | 4     | 2     | —        | —        | 35     | 6      |
| 2024/25 | Leicester City | Vlag van Engeland | Premier League     | 28         | 0          | 2     | 1     | —        | —        | 30     | 1      |
| 2025/26 | Beşiktaş       | Vlag van Turkije  | Süper Lig          | 0          | 0          | 0     | 0     | 0        | 0        | 0      | 0      |
| Totaal  | Totaal         | Totaal            | Totaal             | 315        | 15         | 43    | 6     | 28       | 4        | 385    | 25     |

Bijgewerkt tot en met het seizoen 2024/25.

## Interlandcarrière
Ndidi werd voor het eerst opgeroepen voor het Nigeriaans voetbalelftal voor oefenwedstrijden tegen Congo-Kinshasa en Kameroen op 8 en 11 oktober 2015. Ndidi maakte zijn debuut in de wedstrijd tegen Congo-Kinshasa, waar hij in de 83e minuut mocht invallen voor Ogenyi Onazi. Enkele dagen later, tegen Kameroen, mocht hij in de 63e minuut invallen voor John Obi Mikel. Nididi was basisspeler voor Nigeria op het WK 2018 en het Afrikaans kampioenschap 2019.
| Interlands van Wilfred Ndidi voor Nigeria | Interlands van Wilfred Ndidi voor Nigeria | Interlands van Wilfred Ndidi voor Nigeria | Interlands van Wilfred Ndidi voor Nigeria | Interlands van Wilfred Ndidi voor Nigeria | Interlands van Wilfred Ndidi voor Nigeria |
| №                                         | Datum                                     | Wedstrijd                                 | Uitslag                                   | Soort wedstrijd                           | Goals                                     |
| Als speler bij KRC Genk                   | Als speler bij KRC Genk                   | Als speler bij KRC Genk                   | Als speler bij KRC Genk                   | Als speler bij KRC Genk                   | Als speler bij KRC Genk                   |
| ----------------------------------------- | ----------------------------------------- | ----------------------------------------- | ----------------------------------------- | ----------------------------------------- | ----------------------------------------- |
| 1.                                        | 8 oktober 2015                            | Nigeria – Congo-Kinshasa                  | 0 – 2                                     | vriendschappelijk                         | 0                                         |
| 2.                                        | 11 oktober 2015                           | Nigeria − Kameroen                        | 3 – 0                                     | vriendschappelijk                         | 0                                         |
| 3.                                        | 31 mei 2016                               | Luxemburg − Nigeria                       | 1 – 3                                     | vriendschappelijk                         | 0                                         |
| 4.                                        | 3 september 2016                          | Nigeria − Tanzania                        | 1 – 0                                     | Afrika Cup kwalificatie                   | 0                                         |
| 5.                                        | 9 oktober 2016                            | Zambia − Nigeria                          | 1 – 2                                     | WK-kwalificatie                           | 0                                         |
| 6.                                        | 12 november 2016                          | Nigeria − Algerije                        | 3 – 1                                     | WK-kwalificatie                           | 0                                         |
| Als speler bij Leicester City             |                                           |                                           |                                           |                                           |                                           |
| 7.                                        | 23 maart 2017                             | Nigeria − Senegal                         | 1 – 1                                     | vriendschappelijk                         | 0                                         |
| 8.                                        | 1 juni 2017                               | Nigeria − Togo                            | 3 – 0                                     | vriendschappelijk                         | 0                                         |
| 9.                                        | 10 juni 2017                              | Nigeria − Zuid-Afrika                     | 0 – 2                                     | Afrika Cup kwalificatie                   | 0                                         |
| 10.                                       | 1 september 2017                          | Nigeria − Kameroen                        | 4 – 0                                     | WK-kwalificatie                           | 0                                         |
| 11.                                       | 4 september 2017                          | Kameroen − Nigeria                        | 1 – 1                                     | WK-kwalificatie                           | 0                                         |
| 12.                                       | 7 oktober 2017                            | Nigeria − Zambia                          | 1 – 0                                     | WK-kwalificatie                           | 0                                         |
| 13.                                       | 10 november 2017                          | Algerije − Nigeria                        | 1 – 1                                     | WK-kwalificatie                           | 0                                         |
| 14.                                       | 14 november 2017                          | Argentinië − Nigeria                      | 2 – 4                                     | vriendschappelijk                         | 0                                         |
| 15.                                       | 23 maart 2018                             | Polen − Nigeria                           | 0 – 1                                     | vriendschappelijk                         | 0                                         |
| 16.                                       | 27 maart 2018                             | Nigeria − Servië                          | 0 – 2                                     | vriendschappelijk                         | 0                                         |
| 17.                                       | 6 juni 2018                               | Nigeria − Tsjechië                        | 0 – 1                                     | vriendschappelijk                         | 0                                         |
| 18.                                       | 16 juni 2018                              | Kroatië − Nigeria                         | 2 – 0                                     | WK 2018                                   | 0                                         |
| 19.                                       | 22 juni 2018                              | Nigeria − IJsland                         | 2 – 0                                     | WK 2018                                   | 0                                         |
| 20.                                       | 26 juni 2018                              | Nigeria − Argentinië                      | 1 – 2                                     | WK 2018                                   | 0                                         |
| 21.                                       | 8 september 2018                          | Seychellen − Nigeria                      | 0 – 3                                     | Afrika Cup kwalificatie                   | 0                                         |
| 22.                                       | 13 oktober 2018                           | Nigeria − Libië                           | 4 – 0                                     | Afrika Cup kwalificatie                   | 0                                         |
| 23.                                       | 16 oktober 2018                           | Libië − Nigeria                           | 2 – 3                                     | Afrika Cup kwalificatie                   | 0                                         |
| 24.                                       | 22 maart 2019                             | Nigeria − Seychellen                      | 3 – 1                                     | Afrika Cup kwalificatie                   | 0                                         |
| 25.                                       | 26 maart 2019                             | Nigeria − Egypte                          | 1 – 0                                     | vriendschappelijk                         | 0                                         |
| 26.                                       | 16 juni 2019                              | Senegal − Nigeria                         | 1 – 0                                     | vriendschappelijk                         | 0                                         |
| 27.                                       | 22 juni 2019                              | Nigeria − Burundi                         | 1 – 0                                     | Afrika Cup 2019                           | 0                                         |
| 28.                                       | 26 juni 2019                              | Nigeria − Guinee                          | 1 – 0                                     | Afrika Cup 2019                           | 0                                         |
| 29.                                       | 30 juni 2019                              | Madagaskar − Nigeria                      | 2 – 0                                     | Afrika Cup 2019                           | 0                                         |
| 30.                                       | 6 juli 2019                               | Nigeria − Kameroen                        | 3 – 2                                     | Afrika Cup 2019                           | 0                                         |
| 31.                                       | 10 juli 2019                              | Nigeria − Zuid-Afrika                     | 2 – 1                                     | Afrika Cup 2019                           | 0                                         |
| 32.                                       | 14 juli 2019                              | Algerije − Nigeria                        | 2 – 1                                     | Afrika Cup 2019                           | 0                                         |
| 33.                                       | 17 juli 2019                              | Tunesië − Nigeria                         | 0 – 1                                     | Afrika Cup 2019                           | 0                                         |

Bijgewerkt op 20 september 2019.

## Erelijst
| FA Cup | 1x | 2020/21 |